# Мытник вздуточашечный
Мы́тник вздуточа́шечный (лат. Pediculāris physocālyx) — многолетнее травянистое растение, вид рода Мытник семейства Заразиховые (Orobanchaceae).

## Ареал и среда обитания
Поволжско-казахстанский вид. Отмечен в Европейской части России, на Алтае, востоке Казахстана, западе Монголии, северо-западе Китая, Средней Азии. Для роста выбирает степные склоны балок, заросли кустарников, лугово-степные участки и на солонцеватые лугаа так же растет на песчаном и каменистом субстрате.

## Описание
Многолетнее растение. Высота от 10 до 30 см, стебли одиночные, иногда их несколько, крепкие, тонко курчавоволосистые. Листья очередные, ланцетные, голые или практически голые, нижние на волосистых черешках, верхние почти сидячие, все перисто рассеченные на перистонадрезанные, по краю хрящевато-мелкопильчатые, низбегающие на ось пластинки листа доли. Корень укороченный, с утолщенными мочками.
Соцветие продолговато-овальное, плотное, при плодах немного удлиняющееся. Нижние прицветники листовидные, средние — трехлопастные, с более крупной надрезанно-лопастной средней долей. Чашечка длинной 14-20 мм, ширококолокольчатая, при плодах несколько вздувающаяся, сетчато-нервная, тонковолосистая, с треугольными, длиннозаостренными, по краю мелкопильчатыми или цельнокрайными, в 1,5-2 раза короче трубки зубцами. Венчик длинной 30-40 мм, светло-жёлтый, в зеве мохнатый. Шлем с коротким носиком, имеющим с каждой стороны по маленькому зубчику. Нижняя губа короче шлема, лопасти её по краю голые.
Цветение — в апреле-мае. Размножение — семенное.

## Охрана
Включен в Красные книги следующих субъектов РФ: Волгоградская область, Саратовская область, Челябинская область.

## Синонимика
Согласно данным The Plant List
- Pedicularis fedschenkoi Bonati
- Pedicularis flava var. altaica Bunge
- Pedicularis flava var. conica Bunge